# Alfred Mylne

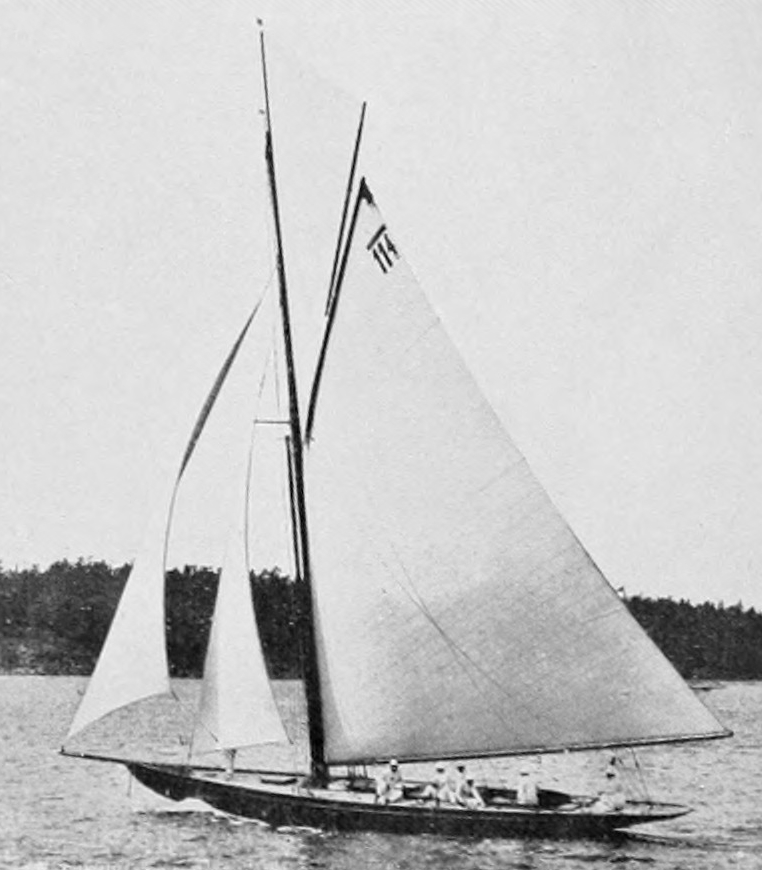
S/Y Kitty, som vann 10-metersklassen på Olympiska sommarspelen 1912 i Nynäshamn

Alfred Mylne, född 1872 i Glasgow, död 1951, var en brittisk båtkonstruktör. 
Alfred Mylne gick i lära hos skotska Napier, Shanks and Bell och var därefter ritare och lärling hos den skotske båtkonstruktören George Lennox Watson (1851–1904). Han grundade ritkontoret A Mylne & Co 1896. År 1906 deltog han i arbetet att formulera R-regeln för segelyachter. Han ritade ett antal båtar som vann havskappseglingar.
År 1911 köpte han tillsammans med sin bror Charles ett båtvarv, som han ägde till 1946, då han överlämnade det till sin brorson Alfred Mylne II. Alfred Mylne ledde både ritkontoret och varvet.
Han ritade S/Y Kitty, som byggdes 1911 på Åbo Båtvarf och som vann guld åt Sverige i tiometersklassen i Olympiska sommarspelen 1912 i Nynäshamn, med en åttamansbesättning med Carl Hellström som rorsman. Beställare var ett konsortium under ledning av Gustaf Estlander, som seglade henne 1911. Därefter köpte bankiren Nils Asp henne till Stockholmsolympiaden 1912.